# Dimetilzinco
Il dimetilzinco o zincodimetile è il composto organometallico con formula Zn(CH3)2. In condizioni normali è un liquido incolore, piroforico, di odore sgradevole. È solubile in alcani ed è disponibile in commercio come soluzione in questi solventi. È stato un importante reattivo di organo-zinco, utilizzato per la sintesi di composti organici.

## Storia
Il composto fu preparato per la prima volta nel 1849 da Edward Frankland mentre lavorava con Robert Bunsen all'Università di Marburgo. Dopo aver scaldato una miscela di zinco e iodometano in un recipiente ermetico, all'apertura del recipiente si sprigionò una fiammata. La sintesi a livello di laboratorio utilizza ancora lo stesso metodo, con l'unica differenza che si utilizzano composti di rame per attivare lo zinco.

## Struttura
Allo stato solido il composto esiste in due modificazioni. Ad alta temperatura esiste una fase monoclinica con un disordine bidimensionale. A bassa temperatura esiste una fase, pure monoclinica, ma ordinata. La molecola è lineare, con legami Zn–C di 192,7(6) pm. In fase gassosa si osserva una distanza Zn–C molto simile, 193,0(2) pm.

## Sintesi
Il composto Zn(CH3)2 si prepara facendo reagire zinco e iodometano in atmosfera inerte a temperatura elevata.
2Zn  +  2CH3I  →  Zn(CH3)2  + ZnI2

## Reattività
Il dimetilzinco è un composto stabile a temperatura ambiente, ma è piroforico, cioè si infiamma spontaneamente all'aria, formando ZnO. Il composto va sempre maneggiato in atmosfera inerte, dato che reagisce violentemente in presenza di ossigeno o umidità.

## Usi
Il dimetilzinco è stato usato per molto tempo per introdurre gruppi metile in molecole organiche o per sintetizzare composti organometallici contenenti gruppi metile. Nella maggior parte delle sintesi di laboratorio si preferisce usare i reattivi di Grignard (composti organo-magnesio) perché sono più semplici da maneggiare e meno infiammabili. Tuttavia esistono delle differenze di reattività e di specificità tra i reattivi di Grignard e i composti organo-zinco, per cui questi ultimi sono preferiti in alcune sintesi.
Il dimetilzinco ha una pressione di vapore elevata ed è per questo usato ampiamente nella deposizione chimica da vapore metallorganica (MOCVD = metalorganic chemical vapor deposition) per preparare film semiconduttori con ampio band gap (ad es. ZnO, ZnS, ZnSe, ZnTe), e come drogante p di semiconduttori III-V (ad es. GaAs, InP, AlxGa1-xAs). Questi materiali hanno applicazioni nei campi dell'elettronica e della fotonica.

## Tossicità / Indicazioni di sicurezza
Il dimetilzinco è disponibile in commercio, in genere come soluzione in solventi inerti come toluene o eptano. Per contatto provoca gravi ustioni cutanee e gravi lesioni oculari. Può essere letale per ingestione o inalazione. Non ci sono notizie su eventuali effetti cancerogeni. È molto tossico anche per gli organismi acquatici.